# Gabriel Péronnet
Pour les articles homonymes, voir Perronnet.
Gabriel Péronnet est un homme politique français né le 31 octobre 1919 au Vernet (Allier) et décédé le 13 janvier 1991 à Vichy (Allier). Il est secrétaire d'État de 1974 à 1976 et député de l'Allier de 1962 à 1974, puis de 1976 à 1981.

## Biographie
Fils d'un instituteur du Vernet issu d'une famille d'agriculteurs de la région de Chantelle, Gabriel Péronnet fait ses études secondaires au collège de Cusset. Après sa formation de vétérinaire à l'École nationale vétérinaire de Lyon et quelques années comme vétérinaire militaire, il ouvre un cabinet à Cusset en 1950. Il entre en politique en devenant conseiller général du canton de Cusset en 1952. Il suit les conseils de Lucien Lamoureux, ancien député de l'Allier et ministre. Il devient député de l'Allier en 1962 et le reste jusqu'en 1981, avec une interruption entre 1974 et 1976, période pendant laquelle il est secrétaire d'État. D'abord membre de la gauche non communiste, il devient centriste à partir de 1973. Entre 1979 et 1981, il perd ses mandats et se trouve définitivement à l'écart du pouvoir politique.
Son épouse crée la fondation Noëlle et Gabriel Péronnet, qui soutient le musée de l'Opéra de Vichy.
Il est inhumé au cimetière de Cusset.

## Fonctions
- Secrétaire d’État auprès du ministre de la Qualité de la vie, chargé de l’Environnement du 1er gouvernement Jacques Chirac (du 28 mai au 29 octobre 1974)
- Secrétaire d’État auprès du Premier ministre, chargé de la Fonction publique du 1er gouvernement Jacques Chirac (du 29 octobre 1974 au 25 août 1976)
- Député FGDS de l'Allier de 1962 à 1974 (remplacé par Jean Chabrol)
- Député UDF de l'Allier de 1976 à 1981
- Conseiller général de l'Allier (octobre 1952-1979)
- Président du Parti radical valoisien (1975-1977)

## Hommages et distinctions
- Chevalier de la Légion d'honneur
- Officier de l'ordre national du Mérite
- Commandeur de l'ordre des Palmes académiques
- Chevalier de l'ordre du Mérite agricole
- Chevalier de l'ordre du Mérite social
- Chevalier de l'ordre du Mérite militaire
- Chevalier de l'ordre du Mérite sportif‎
- Un boulevard porte son nom à Cusset.